# Carapana
El carapana (karapanã, carapana-tapuya o möxdöá) és una llengua que pertany al grup oriental de les llengües tucanes, parlada pel poble karapanã a l'Amazònia colombiana al departament de Vaupés, per grups dispersos al llarg dels rius Tí, Piraparaná, Papurí i Vaupés.

## Fonologia

### Vocals
|         | Anterior | Central | Posterior |
| ------- | -------- | ------- | --------- |
| Tancada | i i      | ɨ ɨ     | u u       |
| Mitjana | e e      |         | o o       |
| Oberta  |          | a a     |           |

### Consonants
|            |            | Bilabial | Dental | Palatal | Velar | Glotal |
| ---------- | ---------- | -------- | ------ | ------- | ----- | ------ |
| Oclusives  | Sordes     | p p      | t t    |         | k k   |        |
| Oclusives  | Sonores    | b b      | d d    |         | g g   |        |
| Fricatives | Fricatives |          | s s    |         |       | h h    |
| Liquides   | Liquides   |          | r r    |         |       |        |
| Semivocals | Semivocals | w w      |        | y y     |       |        |